# Brudnia
Brudnia – wieś w Polsce położona w województwie kujawsko-pomorskim, w powiecie inowrocławskim, w gminie Dąbrowa Biskupia.

## Podział administracyjny
W latach 1975–1998 miejscowość administracyjnie należała do województwa bydgoskiego.

## Demografia
Według Narodowego Spisu Powszechnego (III 2011 r.) wieś liczyła 183 mieszkańców. Jest dwunastą co do wielkości miejscowością gminy Dąbrowa Biskupia.

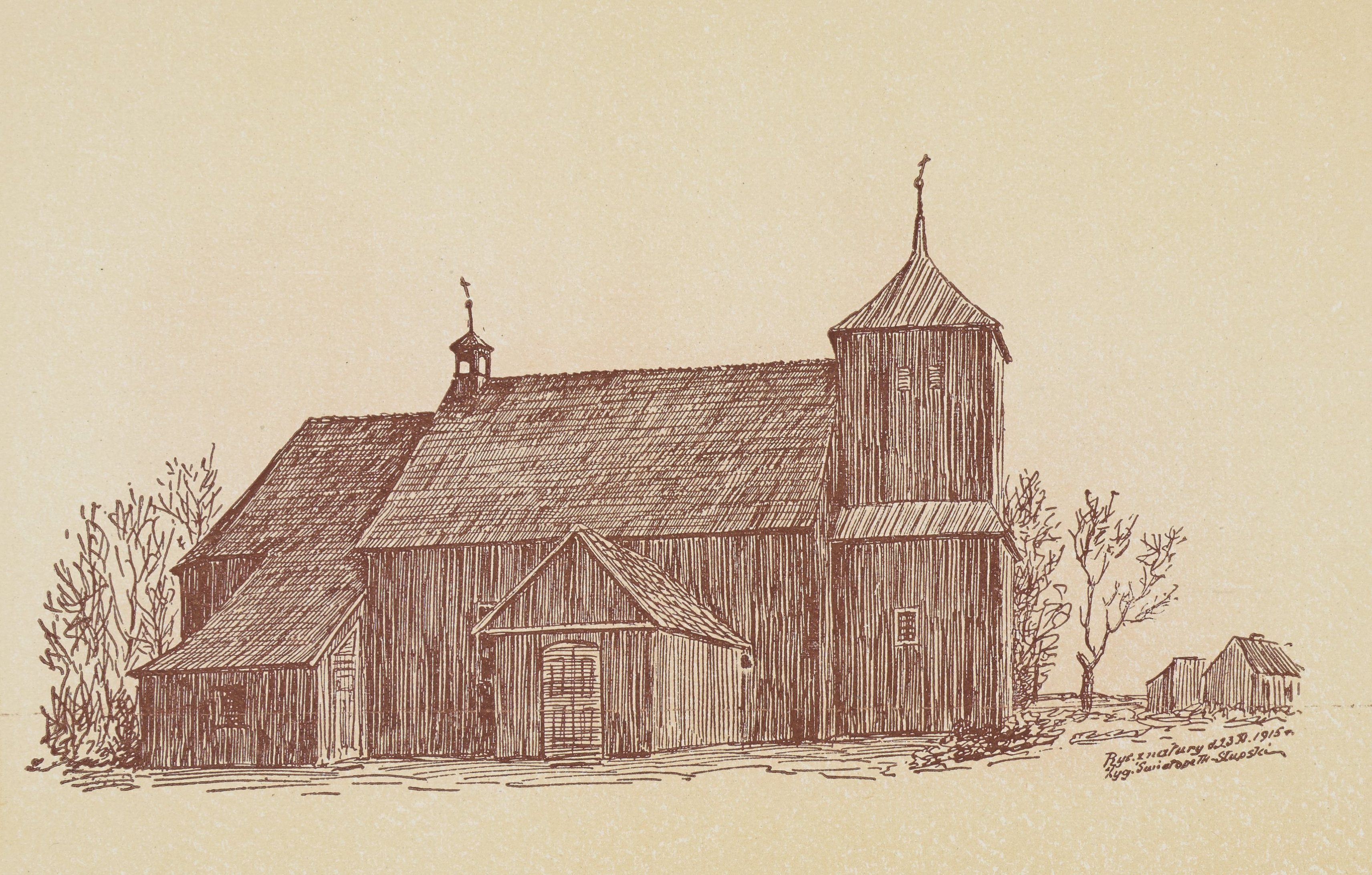
Kościół – 1915 rok